# Kanto-leger
Het Kanto-leger, ook bekend als het Kwantung-leger of het Guandong-leger  (Japans: 関東軍, Kantōgun; Vereenvoudigd Chinees: 關東軍; Traditioneel Chinees: 关东军; Pīnyīn: Guāndōngjūn; Wade-Giles:Kwan-tung chün), was een van de hoofdlegers van het Japans Keizerlijk Leger. De naam is afkomstig van het in 1905 door Japan gepachte gebied Liaoning (Japans: 関東州, Kantōshū; de provincie Kantō;Chinees: 關東州, 关东州, Guāndōngzhōu). Het hoofdkwartier van het leger bevond zich in Hsinking. Het Kanto-leger was het grootste en het meest prestigieuze hoofdleger.

## Geschiedenis
Het leger is ontstaan uit het Kanto-garnizoen, dat in 1906 werd opgericht om het gepachte gebied te beschermen. Na een reorganisatie in 1919 werd het omgevormd tot het Kanto-leger. Het bestond toen uit 10.000 manschappen. Hoewel het Kanto-leger in naam ondergeschikt was aan het Keizerlijk hoofdkwartier, opereerde het quasi autonoom. Zo was het betrokken bij de moord op Zhang Zuolin in 1928 en het Mantsjoerije-incident dat leidde tot de invasie van Mantsjoerije (1931) en de oprichting van Mantsjoekwo in 1932. Het leger werd in deze periode fors uitgebreid en in 1941 beschikte het over bijna 700.000 manschappen. Deze waren verantwoordelijk voor de verdediging van Mantsjoerije en Binnen-Mongolië. De leiders van het leger bestuurden haast zonder inmenging de vazalstaat van keizer Pu Yi.
Het Kanto-leger was actief betrokken bij Operatie Nekka (januari - mei 1933), de inval in de provincie Rehe met de Wapenstilstand van Tanggu als resultaat. Het vocht in de Tweede Chinees-Japanse Oorlog (1937-1945), onder andere in Operatie Chahar (augustus 1937). In 1939 leed het zware verliezen tegen het Rode Leger in de Slag bij Halhin Gol tijdens de Sovjet-Japanse Grensoorlog. Na het uitbreken van de Pacifische Oorlog werden vele eenheden van het Kanto-leger overgeplaatst naar de eilanden in de Grote Oceaan.
Toen tijdens Operatie Augustusstorm, in augustus 1945, Mantsjoerije werd aangevallen door de Sovjet-Unie was de mankracht van het leger geslonken tot ongeveer 600.000 man. Het merendeel van de zware wapens en de munitievoorraad en de beste manschappen waren toen al overgeplaatst naar de Grote Oceaan. Het leger had zich ingegraven in een defensieve positie rondom Hsinking. Voor het echter tot een strijd kwam, kreeg het Kanto-leger het bevel tot overgave van keizer Hirohito. Honderdduizenden soldaten werden overgebracht naar Sovjet-krijgsgevangenkampen in Siberië, het Russische Verre Oosten en Mongolië. Ze kwamen pas vrij in het begin van de jaren 1950.
Het Kanto-leger was verantwoordelijk voor verschillende oorlogsmisdaden, waaronder het gebruik van biowapens en experimenten op mensen door Eenheid 100 en Eenheid 731.

## Bevelhebbers

### Commandanten
|    | Naam                          | Van              | Tot              |
| -- | ----------------------------- | ---------------- | ---------------- |
| 1  | Generaal Ichiro Tachibara     | 12 april 1919    | 6 januari 1921   |
| 2  | Generaal Misao Kawai          | 6 januari 1921   | 10 mei 1922      |
| 3  | Generaal Shinobu Ono          | 10 mei 1922      | 10 oktober 1923  |
| 4  | Generaal Yoshinori Shirakawa  | 10 oktober 1923  | 28 juli 1926     |
| 5  | Veldmaarschalk Nobuyoshi Muto | 28 juli 1926     | 26 augustus 1927 |
| 6  | Generaal Chotaro Muraoka      | 26 augustus 1927 | 1 juli 1929      |
| 7  | Generaal Eitaro Hata          | 1 juli 1929      | 31 mei 1930      |
| 8  | Generaal Takashi Hishikari    | 3 juni 1930      | 1 augustus 1931  |
| 9  | Generaal Shigeru Honjo        | 1 augustus 1931  | 8 augustus 1932  |
| 10 | Veldmaarschalk Nobuyoshi Muto | 8 augustus 1932  | 27 juli 1933     |
| 11 | Generaal Takashi Hishikari    | 29 juli 1933     | 10 december 1934 |
| 12 | Generaal Jiro Minami          | 10 december 1934 | 6 maart 1936     |
| 13 | Generaal Kenkichi Ueda        | 6 maart 1936     | 7 september 1939 |
| 14 | Generaal Yoshijiro Umezu      | 7 september 1939 | 18 juli 1944     |
| 14 | Generaal Otozo Yamada         | 18 juli 1944     | 11 augustus 1945 |

#### Stafchef
|    | Naam                                 | Van              | Tot              |
| -- | ------------------------------------ | ---------------- | ---------------- |
| 1  | Generaal-majoor Matasuke Hamamo      | 12 april 1919    | 11 maart 1921    |
| 2  | Generaal-majoor Kaya Fukuhara        | 11 maart 1921    | 6 augustus 1923  |
| 3  | Generaal-majoor Kawada Akiji         | 6 augustus 1923  | 2 december 1925  |
| 4  | Generaal-majoor Tsune Saito          | 2 december 1925  | 10 augustus 1928 |
| 5  | Luitenant-generaal Koji Miyake       | 10 augustus 1928 | 8 augustus 1932  |
| 6  | Luitenant-generaal Kuniaki Koiso     | 8 augustus 1932  | 5 maart 1934     |
| 7  | Luitenant-generaal Juzo Nishio       | 5 maart 1934     | 23 maart 1936    |
| 8  | Generaal-majoor Seishiro Itagaki     | 23 maart 1936    | 1 maart 1937     |
| 9  | Luitenant-generaal Hideki Tojo       | 1 maart 1937     | 30 mei 1938      |
| 10 | Luitenant-generaal Rensuke Isogai    | 18 juni 1938     | 7 september 1939 |
| 11 | Luitenant-generaal Jo Iimura         | 7 september 1939 | 22 oktober 1940  |
| 12 | Luitenant-generaal Heitaro Kimura    | 22 oktober 1940  | 10 april 1941    |
| 13 | Luitenant-generaal Teiichi Yoshimoto | 10 april 1941    | 1 augustus 1942  |
| 14 | Luitenant-generaal Yukio Kasahara    | 1 augustus 1942  | 7 april 1945     |
| 15 | Luitenant-generaal Hikosaburo Hata   | 7 april 1945     | 11 augustus 1945 |

## Structuur van het Kanto-leger op het einde van de oorlog
- Eerste Legergroep
  - 3e Leger
  - 5e Leger
  - 122e divisie
  - 134e divisie
  - 139e divisie
- Derde Legergroep
  - 30e Leger
  - 44e Leger
  - 108e divisie
  - 136e divisie
  - 79e Zelfstandig gemengde brigade
  - 130e Zelfstandig gemengde brigade
  - 134e Zelfstandig gemengde brigade
  - 1e zelfstandige Pantserbrigade
- Zeventiende Legergroep
  - 58e Leger
  - 120e divisie
  - 150e divisie
  - 160e divisie
  - 320e divisie
  - 127e Zelfstandig gemengde brigade
- 4e Leger
  - 119e divisie
  - 123e divisie
  - 149e divisie
  - 80e Zelfstandig gemengde brigade
  - 131e Zelfstandig gemengde brigade
  - 135e Zelfstandig gemengde brigade
  - 136e Zelfstandig gemengde brigade
- 34e Leger
  - 59e divisie
  - 137e divisie
  - 133e Zelfstandig gemengde brigade
- Spoorwegtroepen
  - 3e spoorwegregiment
  - 4e spoorwegregiment
- 2e Luchtvloot
  - 15e Zelfstandig squadron
  - 101e Zelfstandig opleidingssquadron
- 5e Luchtvloot
  - 13e luchtmachtdivisie
  - 105e Zelfstandig opleidingssquadron